# 910
910 (CMX) var ett normalår som började en måndag i den julianska kalendern.

## Händelser

### Okänt datum
- Vilhelm I av Akvitanien grundar benediktinerklostret i Cluny.

## Födda
- Gorm den gamle, dansk konung, far till Harald Blåtand.
- Johannes XI, påve 931–935 (möjligen född detta år).
- Gunhild Assursdotter, drottning av Norge 933–935, gift med Erik Blodyx (född omkring detta år).
- Helena Lekapene, bysantinsk kejsarinna.

## Avlidna
- 20 december – Alfons III av Asturien, kung av Asturien, kung av León och kung av Galicien.
- Richilde av Provence, tysk-romersk kejsarinna och drottning av Franken.